# Sebastian Cavazza
Sebastian Cavazza (n. 19 martie 1973, Kranj, Iugoslavia) este un actor sloven. A apărut în mai mult de treizeci de filme din 1991. 

## Filmografie (selecție)
| An   | Titlu                                   | Rol          | Note           |
| ---- | --------------------------------------- | ------------ | -------------- |
| 2010 | Na putu                                 |              |                |
| 2012 | Halimin put, Calea lui Halima           | Planinsek    |                |
| 2015 | Ti mene nosiš, Tu mă conduci            |              |                |
| 2015 | Idila                                   | Blitcz       | film de groază |
| 2017 | Muškarci ne plaču, Bărbații nu plâng    |              |                |
| 2017 | Senke nad Balkanom, Umbre peste Balcani | Gabriel Maht | Serial TV      |
| 2018 | A.I. Rising                             | Milutin      | film SF        |